# سيوداد كولون
سيوداد كولون هي مقاطعة في كانتون مورا، محافظة سان خوسيه، كوستاريكا.
هي مدينة صغيرة تقع غرب سانتا آنا. وهي عاصمة كانتون مورا، . تشتهر بمناخها الدافئ ، وقربها من الطبيعة والجبال المحيطة بها ، والتقاليد الفولكلورية ، وركوب الخيل ، والتعددية الثقافية .